# KRS-One
Lawrence Krisna Parker meglio conosciuto con gli pseudonimi di KRS-One (Knowledge Reigns Supreme Over Nearly Everybody) The Blastmaster e The Teacha (New York, 20 agosto 1965) è un rapper, attivista e writer statunitense.
MTV l'ha inserito al sesto posto nella sua lista dei «migliori MC di tutti i tempi».

## Biografia
Nato a Brooklyn, all'età di 16 anni fugge da casa trovando riparo presso un rifugio di senzatetto nel South Bronx, in quegli anni viene soprannominato Krishna, visto il suo interesse verso la religione degli Hare Kṛṣṇa. Inizia quindi l'attività di writing sotto il nome di KRS-ONE (acronimo di Knowledge Reigns Supreme Over Nearly Everyone).
Grazie all'incontro con il DJ Scott La Rock nascono i Boogie Down Productions. Nel 1984 KRS collabora con il gruppo di Scott chiamato Scott La Rock And The Celebrity Tree, registrando l'album Advance per la B-Boy Records. Sotto la stessa etichetta esce il primo album dei BDP, Criminal Minded, del 1987, ma la collaborazione termina in quanto Scott La Rock viene ucciso in uno scontro tra gang del Queens.
Sotto la Jive Records nel 1988 KRS pubblica un singolo, Self Destruction, a cui collaborano Chuck D e Flavor Flav dei Public Enemy, Doug E. Fresh, Kool Moe Dee, Heavy D, Just-Ice e MC Lyte, riuniti sotto il nome di Stop the Violence Movement. Un paio di settimane dopo pubblica un intero album By All Means Necessary. Tra il 1989 e il 1997 realizza dapprima Ghetto Music: The Blueprint of Hip Hop, Edutainment, Live Hardcore Worldwide, Sex and Violence tutti con i BDP, poi prosegue con una carriera solista in cui produce Return of the Boom Bap, KRS-One, I Got Next (dove si evidenzia Step into a World).
Fonda un'organizzazione con Afrika Bambaataa, DJ Kool Herc e Grandmaster Flash, chiamata Temple of Hiphop, che fra le altre cose organizza concerti nel Bronx e cerca di proteggere la cultura e le radici dell'hip hop.
Nel 2001 KRS partecipa al singolo di Sway & Tech The Anthem, collaborando con molti altri artisti. Nel 2003 esce Kristyles, nel 2004 pubblica l'LP Keep Right e Let's Go, singolo realizzato in collaborazione con Warren G.
Le sue attività non si limitano al mondo della musica, conferisce in prestigiose università statunitensi su vari temi, e si dedicò ad un progetto mirato ad educare i bambini che vivevano per strada, cercando di offrirgli un'opportunità.

## Discografia

### Da solista
Album in studio
- 1993 – Return of the Boom Bap
- 1995 – KRS-One
- 1997 – I Got Next
- 2001 – The Sneak Attack
- 2002 – Spiritual Minded
- 2003 – Kristyles
- 2004 – Keep Right
- 2006 – Life
- 2007 – Hip Hop Lives (con Marley Marl)
- 2008 – Adventures in Emceein
- 2008 – Maximum Strength
- 2009 – Survival Skills (con Buckshot)
- 2010 – Meta-Historical (con True Master)
- 2011 – Godsville (con Showbiz)
- 2011 – Royalty Check (con Bumpy Knuckles)
- 2012 – The BDP Album
- 2015 – Now Hear This
- 2017 – The World Is Mind

Raccolte
- 1996 – Battle for Rap Supremacy: KRS-One vs. MC Shan
- 2000 – A Retrospective
- 2001 – Strickly for da Breakdancers & Emceez
- 2003 – Best of Raptures Delight
- 2004 – D.I.G.I.T.A.L.
- 2010 – Playlist: The Very Best of KRS-One

Mixtape
- 2002 – The Mix Tape

EP
- 2010 – Back to the L.A.B. (Lyrical Ass Beating)

### Con i Boogie Down Productions
- 1987 – Criminal Minded
- 1988 – Man & His Music (remix)
- 1988 – By All Means Necessary
- 1989 – Ghetto Music: The Blueprint of Hip Hop
- 1990 – Edutainment
- 1991 – Live Hardcore Worldwide (live)
- 1992 – Sex and Violence
- 2001 – The Best of B-Boy Records: Boogie Down Productions (raccolta)

## Premi e riconoscimenti

### BET Hip Hop Awards
| Anno | Nomina  | Categoria               | Risultato       |
| ---- | ------- | ----------------------- | --------------- |
| 2007 | KRS-One | I Am Hip-Hop Icon Award | Vincitore/trice |
| 2007 | KRS-One | Lifetime Achievement    | Vincitore/trice |

### Urban Music Awards
| Anno | Nomina  | Categoria           | Risultato       |
| ---- | ------- | ------------------- | --------------- |
| 2009 | KRS-One | Living Legend Award | Vincitore/trice |

## Collaborazioni con artisti
- Clobberin' Time/Pay The Price by Sick of It All from Blood, Sweat, And No Tears (1989)
- Radio Song by R.E.M. from Out of Time (album) (1991)
- Good Kill by Too Much Joy from Cereal Killers (1991)
- The Jam by Shabba Ranks (1991)
- Rough... by Queen Latifah on Black Reign (1993)
- East Coast-West Coast Killas by Dr. Dre from Dr. Dre Presents...The Aftermath (1996)
- Move Ahead on DJ Muggs's - Muggs Presents The Soul Assassins, Chapter I (1997)
- Digital Goldie featuring KRS-One on Saturnz Return (1998)
- C.I.A. (Criminals In Action) Zack de la Rocha, KRS-One, The Last Emperor on Lyricist Lounge Vol. 1 (1999)
- B-Boy 2000 by Crazy Town on The Gift Of Game(1999)
- Return of Hip Hop by DJ Tomekk on The Return of Hip Hop (2001)
- U must learn by Snoop Dogg on Welcome to tha church mixtape vol.2 (2003)
- Bin Laden (Remix) by Immortal Technique
- Ocean Within by Saul Williams (Unreleased) (1999)
- Money, Power, Respect by Nas, KRS-One, Dead Prez
- Pack Up (Remix) by Lyrics Born
- Our Philosophy by Mr R, Rockin'Squat and KRS 1 (2005)

## Camei e ruoli cinematografici
- "I'm Gonna Git You Sucka" (1988)
- "Who's the Man?" (1993) - Rashid
- "SUBWAYstories: Tales from the Underground" (1997) - Vendor
- "Rhyme & Reason" (1997) - sé stesso
- "Boricua's Bond" (2000)
- "2Pac 4 Ever" (2003) - Narratore
- "Beef" (2003) - sé stesso
- "Hip-Hop Babylon 2" (2003) - sé stesso
- "Soundz of Spirit" (2003)
- "5 Sides of a Coin" (2003) - sé stesso
- "War On Wax: Rivalries In Hip-Hop (Febbraio 2004) - sé stesso
- "The MC: Why We Do It" (2004) - sé stesso
- "Beef 2" (2004) - sé stesso
- "And You Don't Stop: 30 Years of Hip-Hop" (2004) - sé stesso
- "Hip-Hop Honors" (2004) - sé stesso
- "Keep Right DVD" (2004) - sé stesso
- "Zoom prout prout" (2005) - sé stesso

## Cultura di massa
KRS-One è il titolo di una canzone dei Sublime, presente nell'album 40 oz. to Freedom, tributo al rapper.